# Портси
Портси (енгл. Portsea Island) је једно од Британских острва које припада Уједињеном Краљевству, односно Енглеској. Налази се грофовији Хемпшир. Површина острва износи 24 km². Острво је потпуно окруженом и на њему се налази велики део града Портсмута. Према попису из 2001. на острву је живело 147.088 становника. 